# Holy Cross, Iowa
Holy Cross là một thành phố thuộc quận Dubuque, tiểu bang Iowa, Hoa Kỳ. Năm 2010, dân số của thành phố này là 374 người.

## Dân số
Dân số qua các năm:
- Năm 2000: 339 người.
- Năm 2010: 374 người.